# Janet Brandt
Pour les articles homonymes, voir Brandt.
Janet Brandt, née à New York, le 13 décembre 1914 et morte à Los Angeles le 24 octobre 2004, est une actrice américaine.
Sa carrière théâtrale et cinématographique s’étale sur plus de 35 ans mais elle est principalement connue en France pour son rôle de Tzippé Schmoll, la grand-mère juive dans Les Aventures de Rabbi Jacob.

## Éléments biographiques
Née à New York dans une famille juive originaire de Russie, Janet Brandt fait ses débuts au théâtre yiddish à l’âge de 6 ans. Elle étudie la danse et le théâtre auprès de Martha Graham et Michael Tchekhov. Elle se produira plus de cent fois sur scène avant d’enseigner sur Shakespeare à l’institut Strasberg de Los Angeles. Elle jouera aussi des rôles secondaires et de figuration pour le cinéma ou la télévision, campant notamment Silvia Stein pour neuf épisodes de The Super ou Mrs Gordon pour huit épisodes de Dynasty.

## Filmographie

### Cinéma
- 1991 : Queens Logic
- 1984 : Oh, God! You Devil!
- 1981 : When I Am King
- 1980 : The Jazz Singer
- 1978 : FM
- 1977 : Semi-Tough
- 1977 : Hot Tomorrows
- 1975 : Sheila Levine Is Dead and Living in New York
- 1973 : Les Aventures de Rabbi Jacob
- 1973 : Hit!
- 1972 : Up the Sandbox (non créditée)
- 1965 : Battle of the Bulge
- 1961 : A Cold Wind in August
- 1960 : Cimarron (non créditée)
- 1958 : Meurtre sous contrat (Murder by Contract) d'Irving Lerner
- 1958 : La Cible parfaite (The Fearmakers) de Jacques Tourneur
- 1958 : God's Little Acre
- 1955 : Good Morning, Miss Dove (non créditée)

### Télévision
- 1990 : Hull High
- 1990 : Singer & Sons
- 1988 : My First Love
- 1987 : Cheers (2 épisodes)
- 1983-1984 : Dynasty (8 épisodes)
- 1981 : Trapper John, M.D.
- 1981 : Fantasy Island
- 1980 : Trapper John, M.D.
- 1979 : Lou Grant
- 1978 : The Incredible Hulk
- 1977 : Lou Grant
- 1977 : CHiPs
- 1975 : Harry O
- 1975 : The First 36 Hours of Dr. Durant
- 1973 : The Odd Couple
- 1972 : The super (9 épisodes)
- 1971 : Mannix